# County of Northern Lights
Das County of Northern Lights (manchmal auch Northern Lights County) ist einer der 63 „municipal districts“ in Alberta, Kanada. Der Verwaltungsbezirk liegt in der Region Nord-Alberta und gehört zur „Census Division 17“. Er wurde am 18. Dezember 1913 eingerichtet (incorporated als „Large Local Improvement District 122“) und sein Verwaltungssitz befindet sich in Manning.
Der Verwaltungsbezirk ist für die kommunale Selbstverwaltung in den ländlichen Gebieten sowie den nicht rechtsfähigen Gemeinden, wie Dörfern und Weilern und ähnlichem, zuständig. Für die Verwaltung der Städte (City) und Kleinstädte (Town) in seinen Gebietsgrenzen ist er nicht zuständig. Die Métis-Siedlungen in Alberta werden gemeinsam von einer Métis-Regierung vertreten und regiert, das „Métis Settlements General Council“.

## Lage
Der „Municipal District“ liegt im Nordwesten der kanadischen Provinz Alberta und grenzt nach Westen an die Provinz British Columbia. Im Osten bildet der Peace River die Grenze zu den dortigen Bezirken. Weiterhin wird der Bezirk vom Chinchaga River durchflossen. Mit dem Notikewin Provincial Park befindet sich einer der Provincial Parks in Alberta im Bezirk. In Nord-Süd-Richtung verläuft der Alberta Highway 35 durch das Northern Lights County, entlang diesem zieht sich auch der Schwerpunkt der Besiedlung.
Im Bezirk liegen verschiedene Reservate der First Nation sowie Siedlungen der Métis.
| Name                            | Bevölkert durch | Bemerkung | Einwohner | Veränderung (zum letzten Zensus) | Fläche (km²) | Bev.-dichte (EW/km²) |
| ------------------------------- | --------------- | --------- | --------- | -------------------------------- | ------------ | -------------------- |
| …                               | First Nation    |           |           |                                  |              |                      |
| Paddle Prairie Métis Settlement | Métis           |           | 544       | - 3,2 %                          | 1738,82      | 0,3                  |

|                    | Mackenzie County                            |                         |
| British Columbia   | Kompassrose, die auf Nachbargemeinden zeigt | Northern Sunrise County |
| Clear Hills County | Municipal District of Peace No. 135         |                         |

## Bevölkerung
| Jahr | Erhebung          | Einwohner | Änderung | Fläche (km²) | Bev.-dichte (EW/km²) |
| ---- | ----------------- | --------- | -------- | ------------ | -------------------- |
| 2016 | Volkszählung 2016 | 4200      | + 2,0 %  | 20.755,37    | 0,2                  |
| 2011 | Volkszählung 2011 | 4117      | + 9,1 %  | 20.744,41    | 0,2                  |

## Gemeinden und Ortschaften
Folgende Gemeinden liegen innerhalb der Grenzen des Verwaltungsbezirks:
- Stadt (City): keine
- Kleinstadt (Town): Manning
- Dorf (Village): keine
- Weiler (Hamlet) u. ä.: Deadwood, Dixonville, North Star, Notikewin

Außerdem bestehen noch weitere, noch kleinere Ansiedlungen wie beispielsweise Sommerdörfer.